# 게리 트러스데일

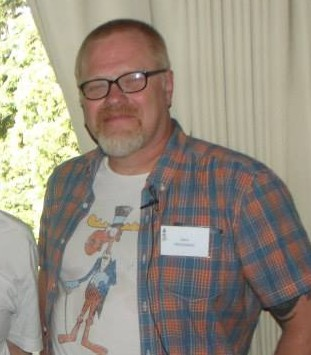

게리 트러스데일(영어: Gary Trousdale, 1960년 6월 8일 캘리포니아주 라크레센타 출생)은 미국의 영화 감독이다.
장편 영화인 《아틀란티스 : 잃어버린 제국》 (2001), 《노틀담의 꼽추》 (1996), 《미녀와 야수》 (1991), 《크래니움 커맨드》와 애니메이션 단편 《마다가스카 펭귄들의 크리스마스 미션》, ABC의 크리스마스 특집 《슈렉 더 홀스》를 감독하였다.
3년 동안 캘리포니아 인스티튜트 오브 디 아츠에서 캐릭터 애니메이션을 전공하였다. TV 방영 프로그램 프로젝트에서 일하다가 1985년 월트 디즈니 회사에 《타란의 대모험》에서 효과 보조로 기용되었고, 《올리버와 친구들》, 《인어공주》의 줄거리 책임자를 거쳐서 《미녀와 야수》를 통해 본격적으로 감독으로 데뷔하였다.
2003년 드림웍스 애니메이션으로 이적하였다.